# Copa del Món de Futbol de 1966
La Copa del Món de Futbol 1966 va ser la vuitena edició de la Copa del Món de Futbol i va tenir lloc a Anglaterra l'any 1966. La competició es disputà entre l'11 de juliol i el 30 de juliol de 1966. L'organitzador, Anglaterra, fou el campió després de derrotar l'Alemanya Occidental a la final per 4 a 2, a la pròrroga. La final es disputà a l'antic estadi de Wembley i amb empat a dos al final del temps reglamentari, Geoff Hurst marcà un dels gols més polèmics de la història del futbol, perquè els alemanys protestaren que la pilota no havia entrat. Molts experts consideren aquesta edició com el primer mundial "modern".
Cal destacar que per primer cop aparegué una mascota del torneig, un lleó anomenat Willie.

## Antecedents
Anglaterra, Alemanya Federal i Espanya van presentar candidatura per organitzar els jocs. El 22 d'agost de 1960 a la ciutat de Roma, Anglaterra derrota Alemanya per 34 vots a 27 (Espanya s'havia retirat), gràcies a la feina de l'anglès Stanley Rous, president de la FIFA, i al fet de celebrar-se el centenari de la fundació de la Federació Anglesa de Futbol.
Durant el mes de març de 1966, un fet sorprenent posà l'ai al cor als organitzadors: el robatori de la Copa Jules Rimet, la qual era exhibida al públic a una església de Westminster. El trofeu va estar perdut durant vuit dies, fins que un gos anomenat Pickles el trobà al jardí d'una casa. El lladre fou condemnat a dos anys de presó i el gos assolí gran popularitat, fins al punt que va ser un dels protagonistes a la cerimònia d'inauguració de la competició.

## Seus
| Londres              | Londres                                                              | Manchester        |
| -------------------- | -------------------------------------------------------------------- | ----------------- |
| Estadi de Wembley    | Estadi White City                                                    | Old Trafford      |
| Capacitat: 98,600    | Capacitat: 76,567                                                    | Capacitat: 58,000 |
|                      |                                                                      |                   |
| Birmingham           | LondresManchesterLiverpoolSunderlandMiddlesbroughBirminghamSheffield |                   |
| Villa Park           | LondresManchesterLiverpoolSunderlandMiddlesbroughBirminghamSheffield |                   |
| Capacitat: 52,000    | LondresManchesterLiverpoolSunderlandMiddlesbroughBirminghamSheffield |                   |
|                      | LondresManchesterLiverpoolSunderlandMiddlesbroughBirminghamSheffield |                   |
| Liverpool            | LondresManchesterLiverpoolSunderlandMiddlesbroughBirminghamSheffield |                   |
| Goodison Park        | LondresManchesterLiverpoolSunderlandMiddlesbroughBirminghamSheffield |                   |
| Capacitat: 50,151    | LondresManchesterLiverpoolSunderlandMiddlesbroughBirminghamSheffield |                   |
|                      | LondresManchesterLiverpoolSunderlandMiddlesbroughBirminghamSheffield |                   |
| Sheffield            | Sunderland                                                           | Middlesbrough     |
| Hillsborough Stadium | Roker Park                                                           | Ayresome Park     |
| Capacitat: 42,730    | Capacitat: 40,310                                                    | Capacitat: 40,000 |
|                      |                                                                      |                   |

## Equips participants

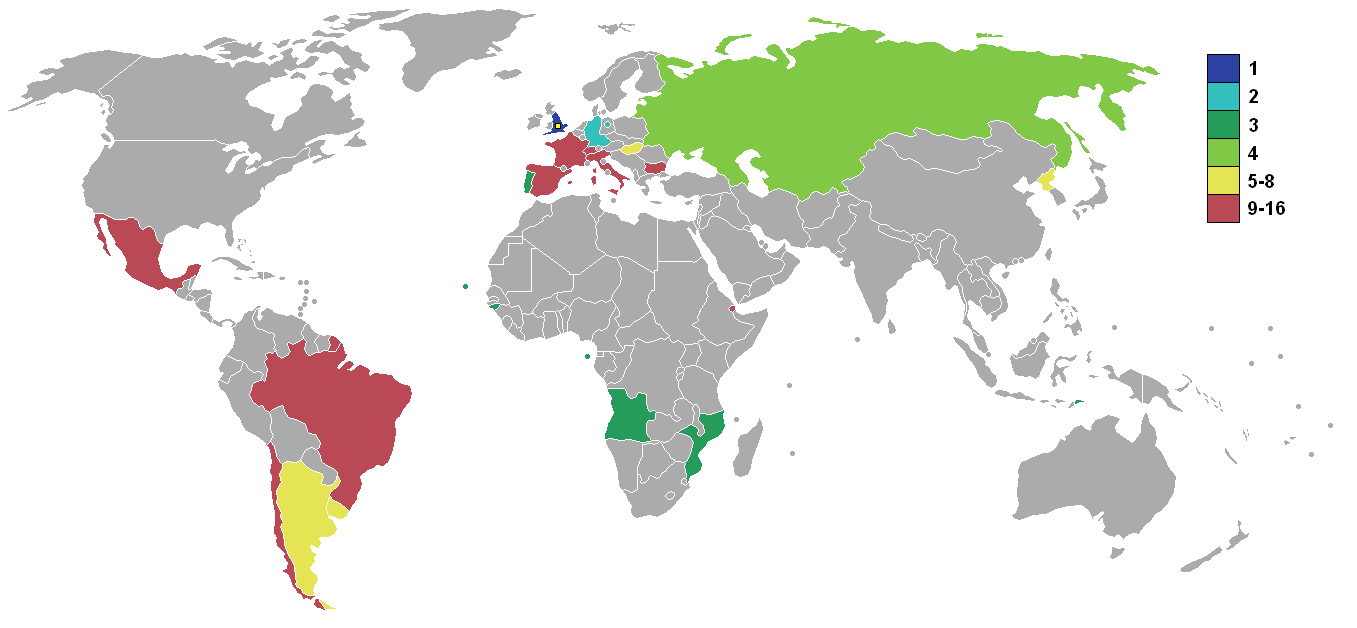
Equips participants

La fase de classificació comptà amb la participació de 74 seleccions. 10 places eren per Europa, 4 per a Sud-amèrica, una per Nord-amèrica i una per la resta de zones (Àfrica i Àsia). Això provocà la protesta i posterior retirada dels participants africans, que exigien una plaça directa. 15 equips africans, Síria i Corea del Sud es retiraren. D'altra banda, el Congo, Filipines i Guatemala no participaren per errors en la inscripció i Sud-àfrica fou exclosa per la seva política d'apartheid. Finalment, Corea del Nord assolí la classificació, cosa que provocà problemes per la manca de relacions diplomàtiques entre aquest país i l'organitzador, Anglaterra.
Les seleccions classificades foren (en cursiva les seleccions debutants):
| Bombo 1: Sud-amèrica | Bombo 2: Europa     | Bombo 3: Europa llatina | Bombo 4: Resta del món |
| -------------------- | ------------------- | ----------------------- | ---------------------- |
| Argentina            | Alemanya Occidental | Espanya                 | Bulgària               |
| Brasil               | Anglaterra          | França                  | Corea del Nord         |
| Uruguai              | Hongria             | Itàlia                  | Mèxic                  |
| Xile                 | Unió Soviètica      | Portugal                | Suïssa                 |

## Àrbitres
| Àfrica - Ali Kandil Àsia - Menachem Ashkenazi Amèrica del Sud - José María Codesal - Robert Goicoechea - Armando Marques - Arturo Yamasaki | Europa - John Adair - Tofiq Bəhramov - Leo Callaghan - Joaquim Campos - Ken Dagnall - Gottfried Dienst - Jim Finney - Karol Galba - Juan Gardeazábal Garay | - Rudolf Kreitlein - Concetto Lo Bello - Bertil Löow - George McCabe - Hugh Phillips - Dimitar Roumentchev - Pierre Schwinte - Kurt Tschenscher - Konstantin Zecevic - István Zsolt |

## Resultats
Es mantingué el format de l'edició anterior amb 16 seleccions dividides en 4 grups de 4 equips on els 2 primers de cada grup avancen a la ronda de quarts de final, a partir de la qual s'enfronten en eliminació directa.

### Primera fase

#### Grup 1
| Pos | Equip      | PJ | PG | PE | PP | GF | GC | GR    | Pts | Classificació           |
| --- | ---------- | -- | -- | -- | -- | -- | -- | ----- | --- | ----------------------- |
| 1   | Anglaterra | 3  | 2  | 1  | 0  | 4  | 0  | —     | 5   | Avança a la segona fase |
| 2   | Uruguai    | 3  | 1  | 2  | 0  | 2  | 1  | 2,000 | 4   | Avança a la segona fase |
| 3   | Mèxic      | 3  | 0  | 2  | 1  | 1  | 3  | 0,333 | 2   |                         |
| 4   | França     | 3  | 0  | 1  | 2  | 2  | 5  | 0,400 | 1   |                         |

| Anglaterra | 0–0     | Uruguai |
| ---------- | ------- | ------- |
|            | Informe |         |

| França      | 1–1     | Mèxic     |
| ----------- | ------- | --------- |
| Hausser 62' | Informe | Borja 48' |

| Uruguai                | 2–1     | França                |
| ---------------------- | ------- | --------------------- |
| Rocha 26' · Cortés 31' | Informe | De Bourgoing 15' (p.) |

| Anglaterra                 | 2–0     | Mèxic |
| -------------------------- | ------- | ----- |
| B. Charlton 37' · Hunt 75' | Informe |       |

| Mèxic | 0–0     | Uruguai |
| ----- | ------- | ------- |
|       | Informe |         |

| Anglaterra    | 2–0     | França |
| ------------- | ------- | ------ |
| Hunt 38', 75' | Informe |        |

#### Grup 2
| Pos | Equip               | PJ | PG | PE | PP | GF | GC | GR    | Pts | Classificació           |
| --- | ------------------- | -- | -- | -- | -- | -- | -- | ----- | --- | ----------------------- |
| 1   | Alemanya Occidental | 3  | 2  | 1  | 0  | 7  | 1  | 7,000 | 5   | Avança a la segona fase |
| 2   | Argentina           | 3  | 2  | 1  | 0  | 4  | 1  | 4,000 | 5   | Avança a la segona fase |
| 3   | Espanya             | 3  | 1  | 0  | 2  | 4  | 5  | 0,800 | 2   |                         |
| 4   | Suïssa              | 3  | 0  | 0  | 3  | 1  | 9  | 0,111 | 0   |                         |

| Alemanya Occidental                                      | 5–0     | Suïssa |
| -------------------------------------------------------- | ------- | ------ |
| Held 16' · Haller 21', 77' (pen.) · Beckenbauer 40', 52' | Informe |        |

| Argentina       | 2–1     | Espanya   |
| --------------- | ------- | --------- |
| Artime 65', 77' | Informe | Pirri 67' |

| Espanya                   | 2–1     | Suïssa      |
| ------------------------- | ------- | ----------- |
| Sanchís 57' · Amancio 75' | Informe | Quentin 31' |

| Argentina | 0–0     | Alemanya Occidental |
| --------- | ------- | ------------------- |
|           | Informe |                     |

| Argentina              | 2–0     | Suïssa |
| ---------------------- | ------- | ------ |
| Artime 52' · Onega 79' | Informe |        |

| Alemanya Occidental       | 2–1     | Espanya   |
| ------------------------- | ------- | --------- |
| Emmerich 39' · Seeler 84' | Informe | Fusté 23' |

#### Grup 3
| Pos | Equip    | PJ | PG | PE | PP | GF | GC | GR    | Pts | Classificació           |
| --- | -------- | -- | -- | -- | -- | -- | -- | ----- | --- | ----------------------- |
| 1   | Portugal | 3  | 3  | 0  | 0  | 9  | 2  | 4,500 | 6   | Avança a la segona fase |
| 2   | Hongria  | 3  | 2  | 0  | 1  | 7  | 5  | 1,400 | 4   | Avança a la segona fase |
| 3   | Brasil   | 3  | 1  | 0  | 2  | 4  | 6  | 0,667 | 2   |                         |
| 4   | Bulgària | 3  | 0  | 0  | 3  | 1  | 8  | 0,125 | 0   |                         |

| Brasil                   | 2–0     | Bulgària |
| ------------------------ | ------- | -------- |
| Pelé 15' · Garrincha 63' | Informe |          |

| Portugal                          | 3–1     | Hongria  |
| --------------------------------- | ------- | -------- |
| José Augusto 1', 67' · Torres 90' | Informe | Bene 60' |

| Hongria                                 | 3–1     | Brasil     |
| --------------------------------------- | ------- | ---------- |
| Bene 2' · Farkas 64' · Mészöly 73' (p.) | Informe | Tostão 14' |

| Portugal                                     | 3–0     | Bulgària |
| -------------------------------------------- | ------- | -------- |
| Vutsov 17' (p.p.) · Eusébio 38' · Torres 81' | Informe |          |

| Portugal                      | 3–1     | Brasil    |
| ----------------------------- | ------- | --------- |
| Simões 15' · Eusébio 27', 85' | Informe | Rildo 73' |

| Hongria                                     | 3–1     | Bulgària      |
| ------------------------------------------- | ------- | ------------- |
| Davidov 43' (p.p.) · Mészöly 45' · Bene 54' | Informe | Asparuhov 15' |

#### Grup 4
| Pos | Equip          | PJ | PG | PE | PP | GF | GC | GR    | Pts | Classificació           |
| --- | -------------- | -- | -- | -- | -- | -- | -- | ----- | --- | ----------------------- |
| 1   | Unió Soviètica | 3  | 3  | 0  | 0  | 6  | 1  | 6,000 | 6   | Avança a la segona fase |
| 2   | Corea del Nord | 3  | 1  | 1  | 1  | 2  | 4  | 0,500 | 3   | Avança a la segona fase |
| 3   | Itàlia         | 3  | 1  | 0  | 2  | 2  | 2  | 1,000 | 2   |                         |
| 4   | Xile           | 3  | 0  | 1  | 2  | 2  | 5  | 0,400 | 1   |                         |

| Unió Soviètica                        | 3–0     | Corea del Nord |
| ------------------------------------- | ------- | -------------- |
| Malofeyev 31', 88' · Banishevskiy 33' | Informe |                |

| Itàlia                   | 2–0     | Xile |
| ------------------------ | ------- | ---- |
| Mazzola 8' · Barison 88' | Informe |      |

| Xile            | 1–1     | Corea del Nord    |
| --------------- | ------- | ----------------- |
| Marcos 26' (p.) | Informe | Pak Seung-zin 88' |

| Unió Soviètica | 1–0     | Itàlia |
| -------------- | ------- | ------ |
| Chislenko 57'  | Informe |        |

| Corea del Nord | 1–0     | Itàlia |
| -------------- | ------- | ------ |
| Pak Doo-ik 42' | Informe |        |

| Unió Soviètica    | 2–1     | Xile       |
| ----------------- | ------- | ---------- |
| Porkuyan 28', 85' | Informe | Marcos 32' |

### Segona fase
|  | Quarts de final           | Quarts de final          |                        |   | Semifinals  | Semifinals  |  |  | Final | Final |
|  |                           |                          |                        |   |             |             |  |  |       |       |
|  | 23 de juliol - Londres    |                          |                        |   |             |             |  |  |       |       |
|  |                           |                          |                        |   |             |             |  |  |       |       |
|  | Anglaterra                | 1                        |                        |   |             |             |  |  |       |       |
|  | Anglaterra                | 1                        | 26 de juliol - Londres |   |             |             |  |  |       |       |
|  | Argentina                 | 0                        |                        |   |             |             |  |  |       |       |
|  | Argentina                 | 0                        | Anglaterra             | 2 |             |             |  |  |       |       |
|  | 23 de juliol - Liverpool  |                          | Anglaterra             | 2 |             |             |  |  |       |       |
|  |                           | Portugal                 | 1                      |   |             |             |  |  |       |       |
|  | Portugal                  | Portugal                 | 1                      | 5 |             |             |  |  |       |       |
|  | Portugal                  |                          | 30 de juliol - Londres | 5 |             |             |  |  |       |       |
|  | Corea del Nord            | 3                        |                        |   |             |             |  |  |       |       |
|  | Corea del Nord            | 3                        | Anglaterra             | 4 |             |             |  |  |       |       |
|  | 23 de juliol - Sheffield  |                          | Anglaterra             | 4 |             |             |  |  |       |       |
|  |                           | Alemanya Occidental      | 2                      |   |             |             |  |  |       |       |
|  | Alemanya Occidental       | Alemanya Occidental      | 2                      | 4 |             |             |  |  |       |       |
|  | Alemanya Occidental       | 25 de juliol - Liverpool |                        | 4 |             |             |  |  |       |       |
|  | Uruguai                   | 0                        |                        |   |             |             |  |  |       |       |
|  | Uruguai                   | 0                        | Alemanya Occidental    | 2 |             |             |  |  |       |       |
|  | 23 de juliol - Sunderland |                          | Alemanya Occidental    | 2 |             |             |  |  |       |       |
|  |                           | Unió Soviètica           | 1                      |   | Tercer lloc | Tercer lloc |  |  |       |       |
|  | Unió Soviètica            | Unió Soviètica           | 1                      | 2 | Tercer lloc | Tercer lloc |  |  |       |       |
|  | Unió Soviètica            |                          | 28 de juliol - Londres | 2 |             |             |  |  |       |       |
|  | Hongria                   | 1                        |                        |   |             |             |  |  |       |       |
|  | Hongria                   | 1                        | Portugal               | 2 |             |             |  |  |       |       |
|  |                           |                          |                        |   |             |             |  |  |       |       |
|  | Unió Soviètica            | 1                        |                        |   |             |             |  |  |       |       |
|  | Unió Soviètica            | 1                        |                        |   |             |             |  |  |       |       |

#### Quarts de final
| Anglaterra | 1–0     | Argentina |
| ---------- | ------- | --------- |
| Hurst 78'  | Informe |           |

| Alemanya Occidental                            | 4–0     | Uruguai |
| ---------------------------------------------- | ------- | ------- |
| Haller 11', 83' · Beckenbauer 70' · Seeler 75' | Informe |         |

| Unió Soviètica              | 2–1     | Hongria  |
| --------------------------- | ------- | -------- |
| Chislenko 5' · Porkuyan 46' | Informe | Bene 57' |

| Portugal                                                | 5–3     | Corea del Nord                                            |
| ------------------------------------------------------- | ------- | --------------------------------------------------------- |
| Eusébio 27', 43' (p.), 56', 59' (p.) · José Augusto 80' | Informe | Pak Seung-zin 1' · Li Dong-woon 22' · Yang Seung-kook 25' |

#### Semifinals
| Alemanya Occidental          | 2–1     | Unió Soviètica |
| ---------------------------- | ------- | -------------- |
| Haller 43' · Beckenbauer 67' | Informe | Porkuyan 88'   |

| Anglaterra           | 2–1     | Portugal         |
| -------------------- | ------- | ---------------- |
| B. Charlton 30', 80' | Informe | Eusébio 82' (p.) |

#### 3r i 4t lloc
| Portugal                      | 2–1     | Unió Soviètica |
| ----------------------------- | ------- | -------------- |
| Eusébio 12' (p.) · Torres 89' | Informe | Malofeyev 43'  |

#### Final
| Anglaterra                         | 4–2 (pr.) | Alemanya Occidental    |
| ---------------------------------- | --------- | ---------------------- |
| Hurst 18', 101', 120' · Peters 78' | Informe   | Haller 12' · Weber 89' |

## Campió
| Guanyador de Copa del Món de Futbol de 1966 |
| ------------------------------------------- |
| · Anglaterra · Primer títol                 |

## Classificació final
El 1986, la FIFA va publicar un informe que classificava tots els equips de cada Copa del Món fins a la de 1986, basada en l'actuació a la competició, els resultats generals i la qualitat dels contraris (sense comptar els resultats de repetició). El rànquing del torneig de 1966 era el següent:
| P                             | Equip               | PJ | PG | PE | PP | GF | GC | DG | Pts. |
| ----------------------------- | ------------------- | -- | -- | -- | -- | -- | -- | -- | ---- |
| 1                             | Anglaterra          | 6  | 5  | 1  | 0  | 11 | 3  | +8 | 11   |
| 2                             | Alemanya Occidental | 6  | 4  | 1  | 1  | 15 | 6  | +9 | 9    |
| 3                             | Portugal            | 6  | 5  | 0  | 1  | 17 | 8  | +9 | 10   |
| 4                             | Unió Soviètica      | 6  | 4  | 0  | 2  | 10 | 6  | +4 | 8    |
| Eliminats als quarts de final |                     |    |    |    |    |    |    |    |      |
| 5                             | Argentina           | 4  | 2  | 1  | 1  | 4  | 2  | +2 | 5    |
| 6                             | Hongria             | 4  | 2  | 0  | 2  | 8  | 7  | +1 | 4    |
| 7                             | Uruguai             | 4  | 1  | 2  | 1  | 2  | 5  | −3 | 4    |
| 8                             | Corea del Nord      | 4  | 1  | 1  | 2  | 5  | 9  | −4 | 3    |
| Eliminats a la primera fase   |                     |    |    |    |    |    |    |    |      |
| 9                             | Itàlia              | 3  | 1  | 0  | 2  | 2  | 2  | 0  | 2    |
| 10                            | Espanya             | 3  | 1  | 0  | 2  | 4  | 5  | −1 | 2    |
| 11                            | Brasil              | 3  | 1  | 0  | 2  | 4  | 6  | −2 | 2    |
| 12                            | Mèxic               | 3  | 0  | 2  | 1  | 1  | 3  | −2 | 2    |
| 13                            | Xile                | 3  | 0  | 1  | 2  | 2  | 5  | −3 | 1    |
| 13                            | França              | 3  | 0  | 1  | 2  | 2  | 5  | −3 | 1    |
| 15                            | Bulgària            | 3  | 0  | 0  | 3  | 1  | 8  | −7 | 0    |
| 16                            | Suïssa              | 3  | 0  | 0  | 3  | 1  | 9  | −8 | 0    |

## Golejadors
| 9 gols - [[Fitxer:Flag of Portugal.svg\|23x15px\|border \|alt=Portugal\|link=Selecció de futbol de Portugal\|{{#if:\|]] Eusébio 6 gols - [[Fitxer:Flag of Germany.svg\|23x15px\|border \|alt=Alemanya Occidental\|link=Selecció de futbol d'Alemanya Occidental\|{{#if:\|]] Helmut Haller 4 gols - [[Fitxer:Flag of Germany.svg\|23x15px\|border \|alt=Alemanya Occidental\|link=Selecció de futbol d'Alemanya Occidental\|{{#if:\|]] Franz Beckenbauer - [[Fitxer:Flag of England.svg\|23x15px\|border \|alt=Anglaterra\|link=Selecció de futbol d'Anglaterra\|{{#if:\|]] Geoff Hurst - [[Fitxer:Flag of Hungary.svg\|23x15px\|border \|alt=Hongria\|link=Selecció de futbol d'Hongria\|{{#if:\|]] Ferenc Bene - [[Fitxer:Flag of the Soviet Union (1955-1980).svg\|23x15px\|border \|alt=Unió de Repúbliques Socialistes Soviètiques\|link=Selecció de futbol de l'URSS\|{{#if:\|]] Valeri Porkuian 3 gols - [[Fitxer:Flag of England.svg\|23x15px\|border \|alt=Anglaterra\|link=Selecció de futbol d'Anglaterra\|{{#if:\|]] Bobby Charlton - [[Fitxer:Flag of England.svg\|23x15px\|border \|alt=Anglaterra\|link=Selecció de futbol d'Anglaterra\|{{#if:\|]] Roger Hunt - [[Fitxer:Flag of Argentina.svg\|23x15px\|border \|alt=Argentina\|link=Selecció de futbol de l'Argentina\|{{#if:\|]] Luis Artime - [[Fitxer:Flag of Portugal.svg\|23x15px\|border \|alt=Portugal\|link=Selecció de futbol de Portugal\|{{#if:\|]] José Augusto - [[Fitxer:Flag of Portugal.svg\|23x15px\|border \|alt=Portugal\|link=Selecció de futbol de Portugal\|{{#if:\|]] José Torres - [[Fitxer:Flag of the Soviet Union (1955-1980).svg\|23x15px\|border \|alt=Unió de Repúbliques Socialistes Soviètiques\|link=Selecció de futbol de l'URSS\|{{#if:\|]] Eduard Malofeyev | 2 gols - [[Fitxer:Flag of Germany.svg\|23x15px\|border \|alt=Alemanya Occidental\|link=Selecció de futbol d'Alemanya Occidental\|{{#if:\|]] Uwe Seeler - [[Fitxer:Flag of North Korea.svg\|23x15px\|border \|alt=Corea del Nord\|link=Selecció de futbol de Corea del Nord\|{{#if:\|]] Pak Seung-zin - [[Fitxer:Flag of Hungary.svg\|23x15px\|border \|alt=Hongria\|link=Selecció de futbol d'Hongria\|{{#if:\|]] Kálmán Mészöly - [[Fitxer:Flag of the Soviet Union (1955-1980).svg\|23x15px\|border \|alt=Unió de Repúbliques Socialistes Soviètiques\|link=Selecció de futbol de l'URSS\|{{#if:\|]] Igor Chislenko - [[Fitxer:Flag of Chile.svg\|23x15px\|border \|alt=Xile\|link=Selecció de futbol de Xile\|{{#if:\|]] Rubén Marcos 1 gol - [[Fitxer:Flag of Germany.svg\|23x15px\|border \|alt=Alemanya Occidental\|link=Selecció de futbol d'Alemanya Occidental\|{{#if:\|]] Lothar Emmerich - [[Fitxer:Flag of Germany.svg\|23x15px\|border \|alt=Alemanya Occidental\|link=Selecció de futbol d'Alemanya Occidental\|{{#if:\|]] Sigfried Held - [[Fitxer:Flag of Germany.svg\|23x15px\|border \|alt=Alemanya Occidental\|link=Selecció de futbol d'Alemanya Occidental\|{{#if:\|]] Wolfgang Weber - [[Fitxer:Flag of England.svg\|23x15px\|border \|alt=Anglaterra\|link=Selecció de futbol d'Anglaterra\|{{#if:\|]] Martin Peters - [[Fitxer:Flag of Argentina.svg\|23x15px\|border \|alt=Argentina\|link=Selecció de futbol de l'Argentina\|{{#if:\|]] Ermindo Onega - [[Fitxer:Flag of Brazil (1960-1968).svg\|23x15px\|border \|alt=Brasil\|link=Selecció de futbol del Brasil\|{{#if:\|]] Garrincha - [[Fitxer:Flag of Brazil (1960-1968).svg\|23x15px\|border \|alt=Brasil\|link=Selecció de futbol del Brasil\|{{#if:\|]] Pelé - [[Fitxer:Flag of Brazil (1960-1968).svg\|23x15px\|border \|alt=Brasil\|link=Selecció de futbol del Brasil\|{{#if:\|]] Rildo - [[Fitxer:Flag of Brazil (1960-1968).svg\|23x15px\|border \|alt=Brasil\|link=Selecció de futbol del Brasil\|{{#if:\|]] Tostão - [[Fitxer:Flag of Bulgaria (1948-1967).svg\|23x15px\|border \|alt=Bulgària\|link=Selecció de futbol de Bulgària\|{{#if:\|]] Georgi Asparuhov | - [[Fitxer:Flag of North Korea.svg\|23x15px\|border \|alt=Corea del Nord\|link=Selecció de futbol de Corea del Nord\|{{#if:\|]] Li Dong-woon - [[Fitxer:Flag of North Korea.svg\|23x15px\|border \|alt=Corea del Nord\|link=Selecció de futbol de Corea del Nord\|{{#if:\|]] Pak Doo-ik - [[Fitxer:Flag of North Korea.svg\|23x15px\|border \|alt=Corea del Nord\|link=Selecció de futbol de Corea del Nord\|{{#if:\|]] Yang Seung-kook - [[Fitxer:Flag of Spain (1945–1977).svg\|23x15px\|border \|alt=Espanya\|link=Selecció de futbol d'Espanya\|{{#if:\|]] Amancio Amaro - [[Fitxer:Flag of Spain (1945–1977).svg\|23x15px\|border \|alt=Espanya\|link=Selecció de futbol d'Espanya\|{{#if:\|]] Josep Fusté - [[Fitxer:Flag of Spain (1945–1977).svg\|23x15px\|border \|alt=Espanya\|link=Selecció de futbol d'Espanya\|{{#if:\|]] Pirri - [[Fitxer:Flag of Spain (1945–1977).svg\|23x15px\|border \|alt=Espanya\|link=Selecció de futbol d'Espanya\|{{#if:\|]] Manuel Sanchis - [[Fitxer:Flag of France (1794–1815, 1830–1974).svg\|23x15px\|border \|alt=França\|link=Selecció de futbol de França\|{{#if:\|]] Héctor De Bourgoing - [[Fitxer:Flag of France (1794–1815, 1830–1974).svg\|23x15px\|border \|alt=França\|link=Selecció de futbol de França\|{{#if:\|]] Gérard Hausser - [[Fitxer:Flag of Hungary.svg\|23x15px\|border \|alt=Hongria\|link=Selecció de futbol d'Hongria\|{{#if:\|]] János Farkas - [[Fitxer:Flag of Italy (1946-2003).svg\|23x15px\|border \|alt=Itàlia\|link=Selecció de futbol d'Itàlia\|{{#if:\|]] Paolo Barison - [[Fitxer:Flag of Italy (1946-2003).svg\|23x15px\|border \|alt=Itàlia\|link=Selecció de futbol d'Itàlia\|{{#if:\|]] Sandro Mazzola - [[Fitxer:Flag of Mexico (1934-1968).svg\|23x15px\|border \|alt=Mèxic\|link=Selecció de futbol de Mèxic\|{{#if:\|]] Enrique Borja - [[Fitxer:Flag of Portugal.svg\|23x15px\|border \|alt=Portugal\|link=Selecció de futbol de Portugal\|{{#if:\|]] António Simões - [[Fitxer:Flag of Switzerland.svg\|23x16px\|border \|alt=Suïssa\|link=Selecció de futbol de Suïssa\|{{#if:\|]] René-Pierre Quentin - [[Fitxer:Flag of the Soviet Union (1955-1980).svg\|23x15px\|border \|alt=Unió de Repúbliques Socialistes Soviètiques\|link=Selecció de futbol de l'URSS\|{{#if:\|]] Anatoliy Banishevskiy - [[Fitxer:Flag of Uruguay.svg\|23x15px\|border \|alt=Uruguai\|link=Selecció de futbol de l'Uruguai\|{{#if:\|]] Julio César Cortés - [[Fitxer:Flag of Uruguay.svg\|23x15px\|border \|alt=Uruguai\|link=Selecció de futbol de l'Uruguai\|{{#if:\|]] Pedro Rocha | En pròpia porta - [[Fitxer:Flag of Bulgaria (1948-1967).svg\|23x15px\|border \|alt=Bulgària\|link=Selecció de futbol de Bulgària\|{{#if:\|]] Ivan Davidov (per Hongria) - [[Fitxer:Flag of Bulgaria (1948-1967).svg\|23x15px\|border \|alt=Bulgària\|link=Selecció de futbol de Bulgària\|{{#if:\|]] Ivan Vutsov (per Portugal) |